# Čerešňový potok
Čerešňový potok – potok spływający z południowo-wschodnich stoków gór Trybecz na Słowacji, prawobrzeżny dopływ rzeki Žitava. Długość ok. 24 km.
Cieki źródłowe potoku biorą swój początek na wschodnich zboczach Wielkiego i Małego Trybecza oraz na południowych zboczach góry Medvedí vrch. Potok spływa generalnie w kierunku południowym z lekkim odchyleniem ku wschodowi, początkowo między grzbietami gór Trybecz, a następnie w poprzek Wzgórz Żytawskich, by w końcu już na terenie Niziny Naddunajskiej, tuż poniżej wsi Slepčany, na wysokości ok. 150 m n.p.m. ujść do Žitavy.
W dolinie potoku leżą wsie (licząc z biegiem wody): Velčice, Sľažany, Choča i Slepčany. W górnym biegu potoku, powyżej Velčic (w rejonie dzisiejszej leśniczówki Kľačany), istniała od XVII w. huta szkła, wykorzystująca miejscowe złoża kwarcytu. Produkowała ona szkło taflowe oraz duży asortyment butelek i innych opakowań szklanych, również ze szkła barwionego. Produkty te docierały aż do Wiednia i Pesztu. Huta zanikła w XIX w., do dziś pozostały po niej jedynie fragmenty ruin. Później powstał tu niewielki tartak, który spłonął w latach 1923-24.
Obecnie w górnym biegu, u wylotu z gór Trybecz (powyżej Velčic), potok przegrodzony jest niewielką tamą, tworzącą długi na ok. 400 m zbiornik zaporowy. W dolnym biegu, tuż przed ujściem do Žitavy, potok zasila swymi wodami nieco większy zbiornik Slepčany.